# حامد الشراب
حامد الشراب هو ممثل ومطرب مصري وُلد بمحافظة البحيرة في 15 يونيو 1993 وتخرج من كلية الطب بجامعة عين شمس واشتهر من خلال برنامج مسرح مصر ليشارك بعد ذلك في العديد من الأعمال السينمائية والتليفزيونية.

## مسيرته الفنية
بدأ حامد الشراب مسيرته الفنية بالتمثيل على مسرح جامعة عين شمس أثناء دراسته الجامعية بكلية الطب ومن هناك رشحه المخرج محمد الصغير للمشاركة في العروض المسرحية لبرنامج «تياترو مصر» الذي ِتحوّل بعد ذلك إلى «مسرح مصر» فبدأ يشارك بصوته مع الفرقة المسرحية التي كونها الممثل أشرف عبد الباقي عام 2013 في مسرحية «وا إسلاماه» ومن بعدها أصبح عضوا رئيسيا في الفرقة والتي لاقت أعمالها قبولًا ونجاحًا جماهيريًّا، ثُم شارك حامد الشراب بعد ذلك مع أشرف عبد الباقي في مسلسل «عائلة زيزو» وتوالت مشاركاته في الأفلام السينمائية والأعمال التليفزيونية، وكان من أبرزها دوره في مسلسل «الحساب يجمع» الذي عُرض في عام 2017 ودوره في المسلسل الكويتي «سما عالية» الذي عُرض في عام 2021. اتجه حامد الشراب أيضًا إلى الغناء بعدما كان يؤدي الأغاني خلال العروض المسرحية فطرح عددًا من الأغاني على موقع يوتيوب الشهير عبر شبكة الإنترنت ومنها أغنية بعنوان «آخر السنة».

## أعماله
| سنة العرض | اسم العمل                  | نوع العمل   | الدور                      |
| --------- | -------------------------- | ----------- | -------------------------- |
| 2022      | اللغز                      | مسلسل       | أحمد                       |
| 2022      | شارع 9                     | مسلسل       |                            |
| 2022      | ملف سري                    | مسلسل       |                            |
| 2021      | سما عالية                  | مسلسل       | أنور                       |
| 2021      | شاومينج                    | فيلم        | شادي                       |
| 2020      | إلا أنا (الموسم الأول)     | مسلسل       | هشام                       |
| 2020      | عمر ودياب                  | مسلسل       |                            |
| 2019      | الواد سيد الشحات           | مسلسل       | ممثل في مسرحية دار الأيتام |
| 2019      | إنت إيه                    | فيلم        |                            |
| 2019      | عيش حياتك                  | فيلم        | عز                         |
| 2019      | فكرة بمليون جنيه           | مسلسل       | بشير                       |
| 2018      | سرايا حمدين                | مسلسل       |                            |
| 2018      | مسرح مصر                   | برنامج      |                            |
| 2017      | أربعة في مهمة إذاعية       | مسلسل إذاعي |                            |
| 2017      | الحساب يجمع                | مسلسل       | طه                         |
| 2017      | سكر بره                    | فيلم        | الزناتي لؤي                |
| 2017      | عائلة زيزو                 | مسلسل       | شريف                       |
| 2017      | فين قلبي                   | فيلم        | شريف عبد الحميد            |
| 2016      | عسل أبيض                   | فيلم        | السيد حمدى عضو العصابة     |
| 2015      | المسيحاتي                  | مسلسل إذاعي |                            |
| 2015      | مسرح مصر                   | برنامج      |                            |
| 2014      | تياترو مصر (الموسم الثاني) | برنامج      |                            |
| 2014      | سرايا عابدين (الجزء الأول) | مسلسل       |                            |
| 2013      | تياترو مصر (الموسم الأول)  | برنامج      |                            |

### الأغاني
| السنة | اسم الأغنية | مؤلف الكلمات | الملحن      | الموزع الموسيقي |
| ----- | ----------- | ------------ | ----------- | --------------- |
| 2018  | حب عمري     | وائل حمزة    | محمد شريف   | مصطفى نور       |
| 2018  | مريم        | وائل حمزة    | مينا سمير   | مينا سمير.      |
| 2018  | آخر السنة   | وائل حمزة    | حامد الشراب | مينا سمير.      |

## روابط خارجية
- صفحة الممثل على موقع قاعدة بيانات الأفلام العربية